# 柳博廷 (卡明-卡希爾斯基區)
51°52′2″N 25°17′29″E / 51.86722°N 25.29139°E
柳博廷（烏克蘭語：Люботин），是烏克蘭西部沃倫州卡明-卡希尔斯基区柳贝希夫市镇的村庄。面積0.004平方公里，海拔高度143米，2001年人口127，人口密度每平方公里31,750人。